# Odyneropsis columbiana
Odyneropsis columbiana är en biart som beskrevs av Carlos Schrottky 1920. Odyneropsis columbiana ingår i släktet Odyneropsis och familjen långtungebin. Inga underarter finns listade i Catalogue of Life.